# Christian-Georg Warlich
Christian-Georg Warlich (* 4. Oktober 1957) ist ein ehemaliger deutscher Ruderer. Im Leichtgewichts-Einer ist er siebenfacher Deutscher Meister im Leichtgewichts-Einer von 1978 bis 1980 sowie von 1984 bis 1987. 1980 gewann er den Weltmeistertitel im Leichtgewichts-Einer.
Sein Heimatverein ist der Ruderverein Blankenstein.

## Internationale Erfolge
- 1980: 1. Platz Weltmeisterschaft im Leichtgewichts-Einer